# Anthony Washington
Anthony Washington (Glasgow, 16 gennaio 1966) è un ex discobolo statunitense, campione mondiale a Siviglia 1999.

## Palmarès
| Anno | Manifestazione      | Sede       | Evento           | Risultato | Prestazione | Note |
| ---- | ------------------- | ---------- | ---------------- | --------- | ----------- | ---- |
| 1991 | Universiadi         | Sheffield  | Lancio del disco | Argento   | 61,46 m     |      |
| 1991 | Giochi panamericani | L'Avana    | Lancio del disco | Oro       | 65,04 m     |      |
| 1991 | Mondiali            | Tokyo      | Lancio del disco | 28º (q)   | 58,02 m     |      |
| 1992 | Giochi olimpici     | Barcellona | Lancio del disco | 12º       | 59,96 m     |      |
| 1993 | Mondiali            | Stoccarda  | Lancio del disco | 10º       | 60,72 m     |      |
| 1996 | Giochi olimpici     | Atlanta    | Lancio del disco | 4º        | 65,42 m     |      |
| 1999 | Giochi panamericani | Winnipeg   | Lancio del disco | Oro       | 64,25 m     |      |
| 1999 | Mondiali            | Siviglia   | Lancio del disco | Oro       | 69,08 m     |      |
| 2000 | Giochi olimpici     | Sydney     | Lancio del disco | 12º       | 59,87 m     |      |